# Torneo di Fort Myers 1982
Il Torneo di Fort Myers 1982 è stato un torneo di tennis giocato sul cemento indoor. È stata la 1ª edizione del torneo, che fa parte dei Tornei di tennis femminili indipendenti nel 1982. Si è giocato a Fort Myers negli USA dal 4 all'11 gennaio 1982.

## Campionesse

### Singolare
Duk-Hee Lee ha battuto in finale  Yvonne Vermaak con il punteggio di 6–0, 6–3

### Doppio
Marjorie Blackwood /  Susan Leo hanno battuto in finale  Pat Medrado /  Cláudia Monteiro con il punteggio di 2–6, 6–1, 6–2